# Hironimus Pakaenoni
Hironimus Pakaenoni (ur. 14 kwietnia 1969 w Noemuti) – indonezyjski duchowny rzymskokatolicki, arcybiskup metropolita Kupang od 2024. 

## Życiorys

### Prezbiterat
Święcenia kapłańskie przyjął 8 września 1997 i został inkardynowany do archidiecezji Kupang. Przez kilka lat pracował jako duszpasterz parafialny. W 2004 został wychowawcą w miejscowym seminarium międzydiecezjalnym oraz wykładowcą katolickiego uniwersytetu Widya Mandira. W latach 2010–2018 kierował wydziałem filozofii religii przy tejże uczelni.

### Episkopat
9 marca 2024 papież Franciszek mianował go arcybiskupem metropolitą Kupang.  
9 maja 2024 otrzymał święcenia biskupie w Katedrze Chrystusa Króla w Kupang. Udzielił mu ich arcybiskup Piero Pioppo. Jako dewizę biskupią przyjął słowa Pasce Oves Meas  (Nakarm Owce Moje).  